# Cylindropuntia ganderi
Cylindropuntia ganderi är en kaktusväxtart som först beskrevs av Carl Brandt Wolf, och fick sitt nu gällande namn av Rebman och Donald John Pinkava. Cylindropuntia ganderi ingår i släktet Cylindropuntia, och familjen kaktusväxter. Inga underarter finns listade i Catalogue of Life.